# Chronologic (álbum)
Chronologic es el cuarto álbum de estudio del grupo francés de electro swing Caravan Palace, lanzado el 30 de agosto de 2019.

## Lista de pistas
| N.º | Título                             | Duración |  |
| 1.  | «Miracle»                          | 3:36     |  |
| 2.  | «About You» (featuring Charles X)  | 3:48     |  |
| 3.  | «Moonshine»                        | 3:34     |  |
| 4.  | «Melancolía»                       | 4:03     |  |
| 5.  | «Plume»                            | 3:05     |  |
| 6.  | «Fargo»                            | 1:19     |  |
| 7.  | «Waterguns» (featuring Tom Bailey) | 3:30     |  |
| 8.  | «Leena»                            | 3:45     |  |
| 9.  | «Supersonics»                      | 3:21     |  |
| 10. | «Ghosts»                           | 1:28     |  |
| 11. | «April»                            | 3:43     |  |

## Integrantes
- Zoé Colotis - vocalista[2]
- Charles Delaporte - contrabajo[2]
- Hugues Payen - violín[2]
- Antoine Toustou - trombón[2]
- Arnaud Vial - guitarra[2]

## Gráficos
| Chart (2019)                               | Maxima posición |
| ------------------------------------------ | --------------- |
| Belgian Albums (Ultratop Wallonia)         | 90              |
| French Albums (SNEP)                       | 58              |
| Swiss Albums (Schweizer Hitparade)         | 82              |
| Reino Unido (UK Albums Chart)              | 63              |
| UK Dance Albums (OCC)                      | —               |
| Reino Unido (UK Independent Albums)        | 5               |
| US Top Dance/Electronic Albums (Billboard) | 9               |
| US Heatseekers Albums (Billboard)          | 2               |